# サンパウロ市長
サンパウロ市長は、ブラジルのサンパウロ市の首長である。

## 市長の一覧

### 帝政期（1835年 - 1838年）
| Nº | 氏名                                           | 就任          | 退任           |
| -- | ---------------------------------------------- | ------------- | -------------- |
| 1  | ルイス・アントニオ・デ・ソウサ・バロス         | 1835年5月5日  | 1835年11月21日 |
| 2  | ジョアキン・ジョゼ・デ・モライス・イ・アブレウ | 1836年2月13日 | 1836年2月21日  |
| 3  | ペドロ・ゴメス・デ・カマルゴ                   | 1836年2月22日 | 1838年2月28日  |

### 共和政期（1899年 - ）
| Nº   | 氏名                                           | 就任           | 退任           |
| ---- | ---------------------------------------------- | -------------- | -------------- |
| 1    | アントニオ・ダ・シルヴァ・プラド               | 1899年1月7日   | 1911年1月15日  |
| 2    | ライムンド・ダ・シルヴァ・ドゥプラト           | 1911年1月15日  | 1914年1月15日  |
| 3    | ワシントン・ルイス                             | 1914年1月15日  | 1919年8月15日  |
|      | アルヴァロ・ゴメス・ダ・ロシャ・アゼヴェド     | 1919年8月16日  | 1920年1月15日  |
| 4    | フィルミアーノ・デ・モライス・ピント           | 1920年1月15日  | 1926年1月15日  |
| 5    | ジョゼ・ピレス・ド・リオ                       | 1926年1月15日  | 1930年10月23日 |
| 6    | ジョゼ・ジョアキン・カルドーゾ・デ・メロ・ネト | 1930年10月24日 | 1930年12月5日  |
| 7    | ルイス・イナシオ・デ・アニャイア・メロ         | 1930年12月6日  | 1931年7月25日  |
| 8    | フランシスコ・マシャド・デ・カンポス           | 1931年7月26日  | 1931年11月13日 |
| 9    | ルイス・イナシオ・デ・アニャイア・メロ         | 1931年11月14日 | 1931年12月4日  |
| 10   | エンリケ・ジョルジェ・グエデス                 | 1931年12月5日  | 1932年5月23日  |
| 11   | ゴフレド・テイシェイラ・ダ・シルヴァ・テレス   | 1932年5月24日  | 1932年10月2日  |
|      | アルトゥル・サボイア                           | 1932年10月3日  | 1932年12月28日 |
| 12   | テオドロ・アウグスト・ラモス                   | 1932年12月29日 | 1933年4月1日   |
|      | アルトゥル・サボイア                           | 1933年4月2日   | 1933年5月22日  |
| 13   | オズヴァルド・ゴメス・ダ・コスタ               | 1933年5月23日  | 1933年7月30日  |
|      | カルロス・ドス・サントス・ゴメス               | 1933年7月31日  | 1933年8月21日  |
| 14   | アントニオ・カルロス・デ・アスンシオン         | 1933年8月22日  | 1934年9月6日   |
| 15   | ファビオ・ダ・シルヴァ・プラド                 | 1934年9月7日   | 1938年1月31日  |
| 暫定 | パウロ・カンポス・バルボ・サフィリオ           | 1938年2月1日   | 1938年2月15日  |
| 16   | ファビオ・ダ・シルヴァ・プラド                 | 1938年2月16日  | 1938年4月30日  |
| 17   | フランシスコ・プレステス・マイア               | 1938年5月1日   | 1945年11月10日 |
| 18   | アブラアン・リベイロ                           | 1945年11月11日 | 1947年3月14日  |
| 19   | クリスティアーノ・ストックレル・ダス・ネヴェス | 1947年3月15日  | 1947年8月28日  |
| 20   | パウロ・ラウロ                                 | 1947年8月29日  | 1948年8月25日  |
|      | ミルトン・インプロータ                         | 1948年8月26日  | 1949年1月3日   |
| 21   | アズドルバル・ダ・クーニャ                     | 1949年1月14日  | 1950年2月27日  |
| 22   | リネウ・プレステス                             | 1950年2月28日  | 1951年1月31日  |
| 23   | アルマンド・デ・アルーダ・ペレイラ             | 1951年2月1日   | 1953年4月7日   |
| 24   | ジャニオ・ダ・シルヴァ・クアドロス             | 1953年4月8日   | 1955年1月30日  |
| 暫定 | ウィリアム・サレム                             | 1955年1月31日  | 1955年7月1日   |
| 25   | フヴェナル・リノ・デ・マトス                   | 1955年7月2日   | 1956年4月10日  |
|      | ヴラディミル・デ・トレド・パス                 | 1956年4月11日  | 1957年4月7日   |
| 26   | アデマール・ペレイラ・デ・バロス               | 1957年4月8日   | 1961年4月7日   |
| 27   | プレステス・マイア                             | 1961年4月8日   | 1965年4月7日   |
| 28   | ジョゼ・ビセンテ・ファリア・リマ               | 1965年4月8日   | 1969年4月7日   |
| 29   | パウロ・サリム・マルフ                         | 1969年4月8日   | 1971年4月7日   |
| 30   | ジョゼ・カルロス・フィゲイレド・フェラス       | 1971年4月8日   | 1973年8月21日  |
| 暫定 | ブラジル・ヴィータ                             | 1973年8月22日  | 1973年8月27日  |
| 31   | ミゲル・コラスオンノ                           | 1973年8月28日  | 1975年8月16日  |
| 32   | オラヴォ・セトゥーバル                         | 1975年8月17日  | 1979年7月11日  |
| 33   | レイナルド・デ・バロス                         | 1979年7月12日  | 1982年5月14日  |
| 34   | アンソニオ・サリム・クルラティ                 | 1982年5月15日  | 1983年3月14日  |
|      | フランシスコ・アルティーノ・リマ               | 1983年3月15日  | 1983年5月10日  |
| 35   | マリオ・コヴァス                               | 1983年5月11日  | 1986年1月1日   |
| 36   | ジャニオ・クアドロス                           | 1986年1月1日   | 1989年1月1日   |
| 37   | ルイザ・エルンディナ                           | 1989年1月1日   | 1993年1月      |
| 38   | パウロ・サリム・マルフ                         | 1993年1月      | 1997年1月      |
| 39   | セルゾ・ピッタ                                 | 1997年1月      | 2000年5月26日  |
|      | レジス・デ・オリベイラ                         | 2000年5月26日  | 2000年6月13日  |
|      | セルゾ・ピッタ                                 | 2000年6月13日  | 2001年1月1日   |
| 40   | マルタ・スプリシー                             | 2001年1月1日   | 2005年1月1日   |
| 41   | ジョゼ・セラ                                   | 2005年         | 2006年3月31日  |
| 42   | ジルベルト・カッサブ                           | 2006年3月31日  | 2013年1月1日   |
| 43   | フェルナンド・ハダド                           | 2013年1月1日   | 2017年1月1日   |
| 44   | ジョアン・ドリア                               | 2017年1月1日   | 2018年4月6日   |
| 45   | ブルーノ・コヴァス                             | 2018年4月6日   | 2021年5月16日  |
| 46   | リカルド・ヌネス                               | 2021年5月16日  | （現職）       |